# ونه‌آباد
ونه‌آباد یکی از روستاهای استان آذربایجان شرقی است که در دهستان اوچ‌هاچا بخش مرکزی شهرستان اهر واقع شده‌است.این روستا ۱۵۲ نفر جمعیت دارد.در ۸کیلومتری اهر در جاده اهر به کلیبر با جاده آسفالته قرار دارد